# Клас Кеніґ
Клас Кеніґ (швед. Claës König, 15 січня 1885 — 25 листопада 1961) — шведський вершник.
Олімпійський чемпіон 1920 року в командному конкурі, срібний призер 1924 року в командному триборстві.